# Глінтвейн
Глінтве́йн (Ґлінтвайн) (нім. Glühwein — «гаряче вино») — гарячий алкогольний напій, який виготовляють із суміші вина, цукру або меду з прянощами. Глінтвейн є традиційним зимовим напоєм у країнах Європи. Подібний до українського напою Варяниха, або Варений напій, що часто можна зустріти на весіллях Полтавщини - суміші сухої садовини, прянощів та алкоголю.

## Назва
Німецька назва Glühwein походить від glühender Wein — «палюче вино».
Слово «глінтвейн» могло утворитися внаслідок редукції німецького словосполучення «glühend(er) Wein» (німецьке «glühend», імовірно, перетворилося на «глінт»).
В українську мову це слово могло потрапити через російське або польське посередництво. У польській мові колись теж існувало слово glintwejn (також glintwajn, gliwajn), завезене з Німеччини студентами. Сучасною польською цей напій називається grzane wino або grzaniec («ґжанець»).

## Історія
Перші рецепти близького до глінтвейну напою були відомі в Стародавньому Римі. Тоді вино змішували із прянощами, але не нагрівали. Саме гаряче вино з'явилося в часи середньовіччя в країнах Північної Європи й Британії. Напій виготовлявся на основі бордо або іншого червоного вина й присмакувався травою калган.
Традиційно вживається в Австрії, Німеччині, Великій Британії й скандинавських країнах на різдвяних базарах і святах, що проводяться просто неба, особливо у Різдвяний час, для зігрівання.

## Властивості

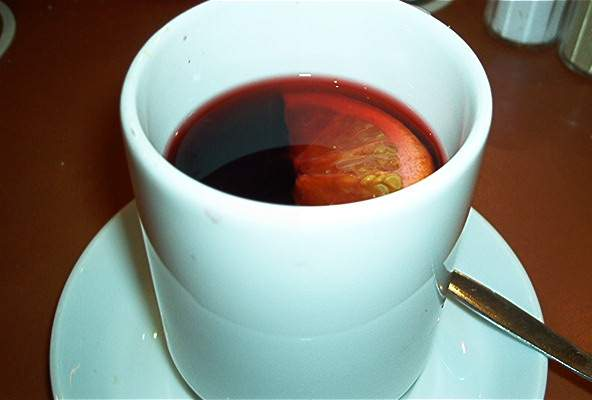
Глінтвейн у чашці

Основа глінтвейну — червоне вино — має антибактеріальний та антиокислюючий ефект.
Саме по собі в невеликих дозах гаряче вино здатне впливати на людський організм, сповільнювати старіння і підвищувати імунітет.[джерело?] Вино містить більше флавоноїдів (природних органічних сполук з яскраво вираженою антибактеріальною-антимікробною дією), ніж цитрусові, і інші фрукти та ягоди, цибуля, зелений чай. При цьому флавоноїдам у вині притаманна висока біодоступність — легше знаходять доступ саме до тих органів, яким вони необхідні.
Вино містить один з найкорисніших біофлавоноїдів — кверцетин. Він також присутній у цибулі, чорниці, чаї, винограді й допомагає протистояти різним інфекціям, у тому числі вірусним. Ще один основний компонент червоного вина — ресвератрол — блокує запальні процеси й прискорює видужання.[джерело?]

## Прянощі для глінтвейну
Прянощі у глінтвейні впливають не тільки на смак, але й на цілющі властивості напою.
- Кориця — має високу антиоксидантну дію. Корицева ефірна олія також має антимікробні властивості. У медицині й ароматерапії застосування кориці пов'язане, насамперед, з дією комплексу її летких ароматних речовин. Ефірна олія кориці заслужила репутацію коштовного компоненту ліків проти застуди.[джерело?]
- Гвоздика — неодмінна спеція в більшості рецептів готування глінтвейну. Гвоздикова ефірна олія є офіційним лікувальним засобом у багатьох розвинених країнах.[джерело?] Також вона виступає як компонент місцевоподразнюючих, що знеболюють, протизастудних мазей і бальзамів.
- Мускатний горіх має дуже сильну стимулюючу й тонізуючу дію. Також він зміцнює пам'ять, нервову систему, лікує імпотенцію й сексуальні розлади, серцеві хвороби, багато доброякісних пухлин, наприклад мастопатію. Входить до складу імуноукріплюючих зборів. У малих дозах — гарний заспокійливий засіб, відмінно розслаблює й викликає сон. Ефективний він і при лікуванні застудних захворювань.[джерело?]
- Кардамон має заспокійливу, тонізуючу, відхаркувальну, спазмолітичну, знеболювальну, кровоспинну, ферментативну, протигрибкову дію. Зміцнює імунну систему. Нормалізує травлення. Виводить шлаки. Збуджує статеву активність.[джерело?]
- Духмяний перець містить піментову олію, допомагає при слабості шлунку.

Всі цілющі властивості цих компонентів проявляються в глінтвейні.[джерело?] При нагріванні глінтвейну весь зайвий алкоголь із вина випаровується; залишається лише невелика його частина, яка й слугує основою напою.

## Приготування
У найпростішому варіанті для приготування глинтвейну можна використати до вина набір готових прянощів. Попри свою зовнішню примітивність такий варіант зручний для тих, хто просто не хоче докладати зусиль для добору ароматичного букету. Набір спецій для глінтвейну, у готових наборах цілком прийнятний.
Щоб приготувати правильний, смачний глінтвейн потрібно взяти пару пляшок червоного сухого або напівсухого неміцного вина, зазвичай недорогого, аби не руйнувати вишукані букети смаків (потрібно враховувати, що марочні й ординарні вина в нагрітому стані смакують майже однаково). У деяких рецептах глінтвейну в нього додають коньяк або ром. Вміст алкоголю за правилами, встановленими у Німеччині, не повинен бути менше 7 %. Обов'язкові прянощі — кориця, гвоздика, тертий мускатний горіх, і ще бажано додати порізаний лимон, яблуко, цукор чи мед. У скандинавських країнах також додають мигдаль та родзинки, цей варіант напою називають глег (шведською Glögg — на відміну від німецького Glühwein, куди ці компоненти не входять).
Вино нагрівають майже до кипіння, але не кип'ятять, після чого додають прянощі і настоюють 10-15 хв.

### Рецепти приготування глінтвейну
Існує два основних способи готування глінтвейну: з водою й без.
Спосіб приготування з водою:
У ємності кип'ятиться вода в співвідношенні 150—200 мл на 1л вина, додаються прянощі. Спеції недовго варяться у воді, щоб вони віддали свої ароматні ефірні олії. Після цього додається цукор або мед. І тільки наприкінці — вино.
Спосіб приготування без води:
Глінтвейн роблять за допомогою нагрівання (70~80 °C) вина разом із цукром і прянощами. Нагрівання відбувається на середньому вогні з періодичним помішуванням, після чого потрібно дати глінтвейну настоятися під кришкою 40-50 хвилин, аромат спецій розкривається поступово. Глінтвейн до кипіння не доводиться. Прянощі краще використати не мелені, інакше не вдасться відфільтрувати напій, і вони будуть скрипіти на зубах. Як правило, у глінтвейн додають корицю, гвоздику, лимонну цедру, аніс, мед, імбир. Можуть бути використані чорний перець, духмяний перець, лавровий лист, кардамон. Також можуть бути додані яблука, родзинки, горіхи.

Глінтвейн «Білий» 

1 пляшка (0,75 л) білого вина; 

10 шматочків паленого цукру; 

1 гвоздика; 

для прикраси: 4 кружалка апельсина. 

Вино, цукор і гвоздику розігрійте, не доводячи до кипіння, і процідіть в склянки. Надрізані кружальці апельсина почепити на краї склянок.

Глінтвейн «По-болгарськи» 

1 пляшка (0,75 л) столового червоного вина; 

200 гр. цукру; 

200 гр. яблук; 

15-20 горошин чорного перцю; 

20 гр. кориці; 

10 гр. гвоздики; 

1 лимон. 

Суміш вина, цукру, нарізаних кубиками яблук і прянощів довести до кипіння, зняти з вогню й дати настоятися 10-15 хвилин. Потім процідити, розлити по келихах, поклавши в кожний по шматочку лимона й кілька кубиків яблук.

Глінтвейн «Схід» 

2 пляшки (по 0,75 л) червоного сухого вина; 

200 гр. цукру; 

кориця за смаком; 

5-6 шт. гвоздики; 

2 лимона. 

Вино вилити в каструлю й нагрівати, додавши гвоздику й корицю. Коли вино досить нагріється, додати сік 1 лимона і ще 1 лимон, порізаний кружалками. Всипати цукор, добре перемішати, щоб цукор розчинився, і довести до кипіння (але не кип'ятити). Дати настоятися хвилин десять, і можна пити. Можна вживати охолодженим.

Глінтвейн «ДМ-ський» 

2-3 пляшки (по 0,75 л) червоного вина (краще сухого або напівсухого); 

7 шт. гвоздики;

на кінчику ножа кардамону; 

маленьку дрібку меленої кориці; 

5 горошин чорного перцю; 

тертий мускатний горіх; 

3 столові ложки (або більше — до смаку) меду; 

2 апельсини (більших, солодких і тонкошкірих); 

1 лимон. 

У вино дрібними кубиками нарізати апельсини, лимон, додати гвоздику, кардамон, корицю, перець, мускатний горіх, мед. Усе довести до кипіння й млоїти на повільному вогні 10 хвилин. Подається тільки гарячим.

Глінтвейн «Дорожній» 

1 пляшка (0,75 л) столового червоного вина; 

1 пляшка (0,75 л) столового білого вина; 

50 гр. лимонної настоянки; 

5-6 шт. гвоздики; 

маленьку дрібку меленої кориці; 

тертий мускатний горіх. 

Змішати всі компоненти, довести до кипіння й процідити.

Глінтвейн «Зимовий» 

1 пляшка (0,75 л) столового червоного вина; 

1 л настою міцного чаю; 

5-6 шт. гвоздики; 

маленьку дрібку меленої кориці;

Змішати вино із чайним настоєм в емальованому посуді й довести до кипіння.

Глінтвейн «Київський» 

2 пляшки (по 0,75 л) червоного десертного вина; 

1 пляшка (0,5 л) вишневої наливки; 

5-6 шт. гвоздики; 

дрібку меленої кориці; 

1 лимон. 

В емальований посуд влити вино, наливку й довести суміш до кипіння, але не кип'ятити. Потім додати пряності, нарізаний тонкими скибочками лимон, дати настоятися приблизно 10-15 хв.
Глінтвейн «Кужусар» 

1 пляшка (0,75 л) столового червоного вина; 

200 мл води; 

3 столові ложки чаю «каркаде»; 

6-8 шт. гвоздики; 

2 чайні ложки меленої кориці; 

5 столових ложок цукру (краще меду); 

цедру 1 лимона. 

У воду додати чай «каркаде», гвоздику, корицю й цедру лимона. Довести до кипіння. Настоювати протягом 5 хвилин, по можливості загорнувши в щось тепле. Процідити. Залити вино, додати цукор або мед. Помішуючи, нагріти до кипіння, але не кип'ятити!

Глінтвейн «Мокко» 

1 пляшка (0,75 л) столового червоного вина; 

150 гр. цукру; 

3 чарки (близько 100 гр.) коньяку; 

2 чашки натуральної кави. 

Кава, вино, цукор і коньяк змішати й нагріти.

Глінтвейн «Насмерть» 

2 пляшки (по 0,75 л) червоного сухого вина; 

200 гр. води; 

100 гр. спирту (або — 200 гр. горілки); 

300 гр. цукру; 

5-6 шт. гвоздики;

дрібку меленої кориці; 

тертий мускатний горіх; 

кардамон; 

бадьян; 

1 пакетик ванільного цукру; 

небагато меліси, або м'яти; 

1 апельсин, або 2 мандарина. 

У воду висипати інгредієнти, причому апельсини порубати разом зі шкіркою, скип'ятити. Продовжуючи тримати на вогні, влити вино. Як тільки почне закипати, зняти з вогню, принести за стіл, відкрити кришку, швидко влити спирт і захлопнути кришку перш, ніж спирт випарується із каструлі. Через чверть хвилини кришку зняти.

Глінтвейн червоний (З розрахунку на 1 людину)

десертне солодке червоне вино — 150 гр. 

лимон — 1/3 шт. 

наливка вишнева — 50 гр. 

кориця й гвоздика до смаку 

У посуд наливають вино, наливку й доводять суміш до кипіння, але не кип'ятять. Потім у глінтвейн додають прянощі, лимон, нарізаний тонкими скибочками, і дають настоятися 10-15 хвилин.
Гарячий глінтвейн розливають по чашках.

Глінтвейн Шагане (З розрахунку на 1 людину)

червоний портвейн — 100 гр.

лікер апельсиновий — 25 гр.

лимон — 1/3 шт. 

мускатний горіх.

У посуд наливають портвейн і доводять його до кипіння, але не кип'ятять. Потім у гаряче вино додають лікер і лимон, нарізаний тонкими скибочками. Суміш настоюють 10-15 хв. Гарячий глінтвейн розливають по чашках, а зверху посипають мускатним горіхом, потертим на дрібній тертці.

Глінтвейн Шахерезада (З розрахунку на 1 людину)

червоне напівсолодке вино — 150 гр. 

коньяк — 20 гр. 

цукор-пісок — 20 гр. 

лимон — 1/3 шт. 

кориця й гвоздика до смаку. 

У посуд наливають вино й розчиняють у ньому цукор, а потім доводять до кипіння, але не кип'ятять. Гаряче вино знімають з вогню, додають у нього спеції й лимон, нарізаний скибочками. Доливають коньяк і дають настоятися близько 10-15 хв. Готовий гарячий глінтвейн розливають по чашках.

Глінтвейн Нектар (З розрахунку на 1 людину)

червоне сухе вино — 150 гр. 

лікер Бенедиктин — 10 гр.

мед — 20 гр. 

лимонний сік — 10 гр. 

1 крапля трояндової олії 

кориця й гвоздика до смаку. 

У посуд наливають вино, а потім доводять до кипіння, але не кип'ятять. Гаряче вино знімають з вогню, додають у нього корицю й гвоздику до смаку, доливають лікер, коньяк і дають настоятися близько 10-15 хв. Готовий гарячий глінтвейн розливають по чашках.

Глінтвейн апельсиновий (З розрахунку на 1 людину)

червоний портвейн — 100 гр. 

лікер апельсиновий — 25 гр.

лимон — 1/3 шт. 

дрібка мускатного горіха 

У посуд наливають портвейн, а потім доводять до кипіння, але не кип'ятять. Гаряче вино знімають з вогню, додають у нього корицю й гвоздику до смаку, доливають лікер. Готовий глінтвейн розливають по чашках, а зверху посипають мускатним горіхом, потертим на дрібній тертці.

«Лондонський Док» (З розрахунку на 1 людину)

темний ром — 2 ст. л. 

червоне вино — 45 гр. 

лимон — 1 твіст
дрібка мускатного горіха
цукор — 2 ч. л.
кориця — 1 скоринка.
У пивному кухлі розчинити цукор у невеликій кількості гарячої води. Додати спиртні напої, лимонний твіст, корицю й залити гарячою водою. Розмішати і як гарнір додати мускатний горіх

Глінтвейн чайний (З розрахунку на 1 людину)

чайний настій — 100 гр. 

яблучний сік — 30 гр. 

абрикосовий сік (або виноградний) — 30 гр. 

цукор — 20 гр. 

коньяк або ром — 10 гр. 

Змішуємо соки з цукром і додаємо міцний чайний настій. Потім закриваємо посудину кришкою й ставимо на слабкий вогонь на півгодини, але не доводимо до кипіння. Потім у розчин додаємо коньяк або ром. Найголовніше — чай завжди вливається у фруктову суміш. Можна додати ароматичні спеції (корицю, гвоздику, мускатний горіх).